# Бруннхартсхаузен
Бруннхартсхаузен (нем. Brunnhartshausen) — община в Германии, в земле Тюрингия.
Входит в состав района Вартбург. Подчиняется управлению Дермбах. Население составляет 387 человек (на 31 декабря 2010 года). Занимает площадь 10,59 км².